# Blacqueville
Blacqueville település Franciaországban, Seine-Maritime megyében. Lakosainak száma 683 fő (2022. január 1.). Blacqueville Bouville, Carville-la-Folletière, Croix-Mare, Épinay-sur-Duclair, Saint-Martin-de-l'If, Mesnil-Panneville, Sainte-Marguerite-sur-Duclair és Saint-Paër községekkel határos.

## Népesség
A település népességének változása:
| Lakosok száma | 647  | 678  | 701  | 707  | 712  | 723  | 730  | 707  | 683  |
|               | 2013 | 2015 | 2016 | 2017 | 2018 | 2019 | 2020 | 2021 | 2022 |